# Clara Mariño
Clara Mariño (10 de marzo de 1947) es una periodista y presentadora argentina.
Nació el 10 de marzo de 1947. Conduce sus propios programas en radio y televisión. Obtuvo la Beca USIS de la Embajada de EE. UU., con especialización en relaciones internacionales y la beca Fundación Río de la Plata. [cita requerida]

## Trayectoria laboral
Ingresó al periodismo de la mano de Bernardo Neustadt en abril de 1976 donde sería convocada por el teniente Jorge Rafael Videla como parte del equipo comunicativo del nuevo régimen militar, trabajando en la producción de informativos durante el Proceso. En los 90 produjo el programa Tiempo Nuevo de Bernardo Neustadt.
Por televisión condujo A Fuego Lento por el Canal 26, en un primer momento con Eduardo Serenellini como coequiper y luego con la presencia de Rubén Rabanal.
En 2018, tras una controversia por el despido de María O'Donnell tras unas críticas al gobierno nacional, fue excluida del aire de la TV Pública por el ministro Hernán Lombardi, quien prefirió colocar al frente del programa Ronda de Editores a Clara Mariño, próxima a las posturas oficialistas.
Condujo por varios años el programa radial "Las cosas claras", emitido al año 2022 por Radio La Red, AM 910 (previamente en FM Latina, 101.1). En 2021 comenzó a conducir el programa televisivo homónimo por La Nación +.

## Premios y reconocimientos
- Obtuvo el Diploma al Mérito en la misma categoría.[6] A partir del año siguiente, y en cuatro ocasiones diferentes, formó parte del jurado de dichos premios.[7]
- En 2022 fue homenajeada junto a otras 14 profesionales de los medios,[8][9]